# بلکمور (آرکانزاس)
بلکمور (به انگلیسی: Blakemore) یک منطقهٔ مسکونی در ایالات متحده آمریکا است که در شهرستان لونکه، آرکانزاس واقع شده‌است. بلکمور ۶۷٫۰۶ متر بالاتر از سطح دریا واقع شده‌است.